# Pedro Pérez Fernández (dramaturgo)
Pedro Pérez Fernández (Sevilla, 4 de noviembre de 1884-Madrid, 15 de enero de 1956) fue un dramaturgo español. Fue uno de los autores del teatro cómico llamado astracanada. Tuvo una especial y fructífera colaboración con Pedro Muñoz Seca (Los extremeños se tocan, 1927), por lo que fueron conocidos como «los pericos».

## Biografía
Aunque nació en Sevilla, el 4 de noviembre de 1884, a los diez años marchó con su familia a vivir a la localidad cercana de Los Palacios y Villafranca. Su talento dramático fue precoz: ya estrenaba piezas a los doce años y a los trece empezó a colaborar en la prensa local. En 1905 se instaló en Madrid y escribió cuentos, artículos y narraciones en diferentes revistas semanales.
Su producción teatral sobrepasa el centenar de títulos (146 estrenó, según la Sevillapedia) y casi siempre en colaboración con otros autores de éxito humorístico, sobre todo con Pedro Muñoz Seca, con el que redactó ochenta y tres, casi siempre disparatadas astracanadas en que la verosimilitud anda por debajo de la persecución de la comicidad del chiste y el juego de palabras, aunque también cultivó el sainete, la comedia, la zarzuela y el llamado juguete cómico en el teatro comercial.
El crítico Enrique Díez Canedo se refirió a su indisoluble matrimonio escénico con Pedro Muñoz Seca con cierto retintín irónico:
Rara vez afronta solo la responsabilidad de una comedia el señor Pérez Fernández. Las más une su nombre al de Muñoz Seca, con quien ha llegado a confundirse hasta el punto de que muchos le tienen por el Ángel de luz y  otros por Ángel de tinieblas del fecundo ingenio por quien llegó a tomar cierto auge el llamado "astracán". El misterio de las colaboraciones parece impenetrable. Los más juiciosos dicen que poco va de Pedro a Pedro.

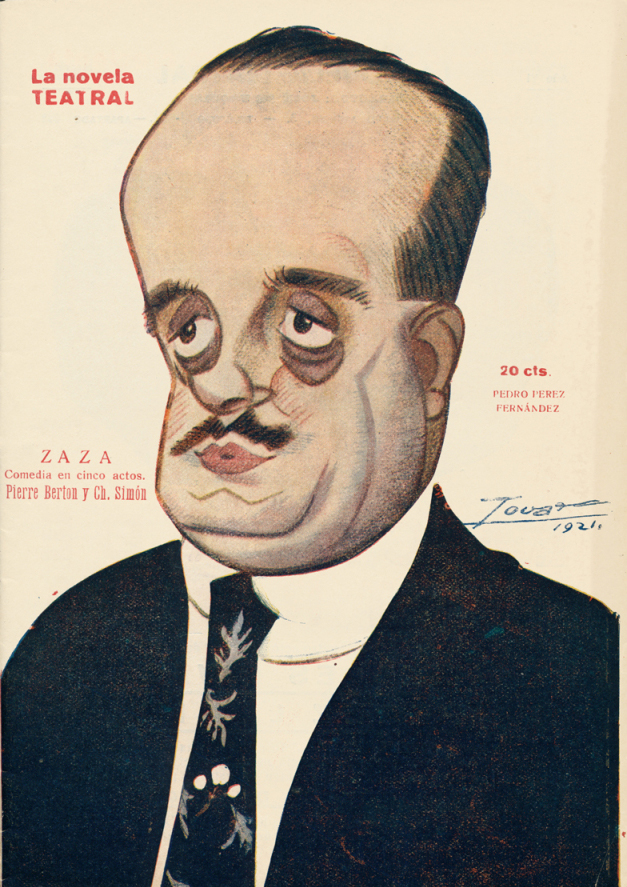
Caricaturizado por Tovar (1921)

Entre sus obras con Pedro Muñoz Seca destacan Por peteneras 1911, el alegato antirrepublicano El EX... (1933), La plasmatoria (1936), original astracanada en que Juan Tenorio irrumpe en una sesión mediúmnica espada en mano buscando venganza de Gregorio Marañón, ofendido por las teorías sobre su homosexualidad que ha divulgado en un ensayo, las comedias Los últimos frescos (1917), Lolita Tenorio (1919), La pluma verde (1925), Los extremeños se tocan (1927), Marcelino fue por vino (1927), La Lola (1928), La Perulera (1930), Jabalí (1933), así como las zarzuelas Seguidilla gitana (1926), con música de Ángel Barrios, y La cursilona (1930), con música de los maestros Fuentes y Navarro, la astracanada lírica en un acto El presidente Mínguez (1917), con música de Pablo Luna, entre otras. 
También colaboró más ocasionalmente con Luis Fernández Ardavín (con el drama lírico El señor Pandolfo, 1917, con música de Amadeo Vives), José Gomero, Fernando Luque, Rogelio Pérez Olivares o Enrique García Álvarez. En solitario compuso un puñado de obras, entre las que destacan la comedia ¡Arriba los corazones! (1922) y los sainetes El oro del moro (1918) y El tío catorce (1931). Estrenó la revista La orgía dorada en 1928.
Como su amigo Pedro Muñoz Seca, simpatizó con el bando sublevado durante la Guerra Civil y se ocultó por el riesgo de ser asesinado (como efectivamente sucedió con Pedro Muñoz Seca en noviembre de 1936 en las matanzas de Paracuellos). Tras la misma, sin su habitual colaborador, su estrella dramática declinó rápidamente, aunque estrenó algunas comedias (Don Bartolo, 1942; Los chatos, 1946) y juguetes cómicos por cuenta propia. Falleció el 15 de enero de 1956 en Madrid.

## Obra
Se conservan todas las obras que escribió junto a Pedro Muñoz Seca. Del resto, faltan unas 40.

### Novelas
- Niña de lunares (1907)

### Teatro
- Las marimoñas (1905, con Guillermo Jiménez Athy)
- A la vera der queré (1909, con José Gamero)
- El alma del querer (1910)
- Para pescar un novio (1910)
- Del alma de Sevilla (1911)
- ¡Por peteneras! (1911, con Pedro Muñoz Seca)
- La canción húngara (1911, con Pedro Muñoz Seca)
- El medio ambiente (1912, con Pedro Muñoz Seca)
- Coba Fina (1912, con Pedro Muñoz Seca)
- Las cosas de la vida (1912, con Pedro Muñoz Seca)
- La nicotina (1912, con Pedro Muñoz Seca)
- Trampa y cartón (1912, con Pedro Muñoz Seca)
- El modelo de Virtudes (1913, con Pedro Muñoz Seca)
- López de Coria (1914, con Pedro Muñoz Seca)
- El incendio de Roma (1914, con Pedro Muñoz Seca)
- El paño de lágrimas (1914, con Pedro Muñoz Seca)
- Fúcar XXI (1914, con Enrique García Álvarez y Pedro Muñoz Seca)
- Pastor y Borrego (1915, con Pedro Muñoz Seca)
- Cachivache (1915, con Pedro Muñoz Seca)
- Naide es ná (1915, con Pedro Muñoz Seca)
- La perla ambarina (1916, con Pedro Muñoz Seca)
- Lolita Tenorio (1916, con Pedro Muñoz Seca)
- Las pavas (1916)
- Las mujeres mandan ó Contra pereza diligencia (1917, con Fernando Luque)
- El Presidente Minguez (1917, con Fernando Luque)
- Los últimos frescos (1917, con Fernando Luque)
- Paz y Ventura ó El que la busca la encuentra (1917, con Fernando Luque)
- El marido de la Engracia (1917, con Pedro Muñoz Seca)
- Albi Melén (1917, con Pedro Muñoz Seca)
- El señor Pandolfo (1917, con Luis Fernández Ardavín)
- El voto de Santiago (1918, con Pedro Muñoz Seca)
- El teniente alcalde de Zalamea (1918, con Pedro Muñoz Seca)
- De rodillas y a tus pies (1918, con Pedro Muñoz Seca)
- La fórmula 3K3 (1918, con Pedro Muñoz Seca)
- Los rifeños (1918, con Pedro Muñoz Seca)
- El oro del moro (1918)
- La última astracanada (1918, con Fernando Luque)
- Un drama de Calderón (1919, con Pedro Muñoz Seca)
- Trianerías (1919, con Pedro Muñoz Seca)
- Las Verónicas (1919, con Pedro Muñoz Seca)
- La Tiziana (1919, con Pedro Muñoz Seca)
- El mal rato (1919, con Pedro Muñoz Seca)
- Los amigos del alma (1919, con Pedro Muñoz Seca)
- Pepe Conde o el mentir de las estrellas (1920, con Pedro Muñoz Seca)
- Martingalas (1920, con Pedro Muñoz Seca)
- El clima de Pamplona (1920, con Pedro Muñoz Seca)
- San Pérez (1920, con Pedro Muñoz Seca)
- La primera siesta (1920)
- El parque de Sevilla (1921, con Pedro Muñoz Seca)
- La hora del reparto (1921, con Pedro Muñoz Seca)
- El sinvergüenza en Palacio (1921, con Pedro Muñoz Seca)
- Tirios y Troyanos (1922, con Pedro Muñoz Seca)
- El número 15 (1922, con Pedro Muñoz Seca)
- La encerrona, AKA De lo vivo a lo pintado (1922, con Pedro Muñoz Seca)
- ¡Plancha! (1922, con Pedro Muñoz Seca)
- El Goya (1922, con Pedro Muñoz Seca)
- La pluma verde (1922, con Pedro Muñoz Seca)
- ¡Arriba los corazones! (1922)
- El rey nuevo (1923, con Pedro Muñoz Seca)
- Las "cosas" de Gómez (1923, con Pedro Muñoz Seca)
- La mujer de nieve (1923, con Pedro Muñoz Seca)
- Los chatos (1924, con Pedro Muñoz Seca)
- Bartolo tiene una flauta (1924, con Pedro Muñoz Seca)
- Lola, Lolita, Lolilla y Lolo (1924)
- La tela (1925, con Pedro Muñoz Seca)
- Los campanilleros (1925, con Pedro Muñoz Seca)
- El sonámbulo (1925, con Pedro Muñoz Seca)
- La cabalgata de los Reyes (1926, con Pedro Muñoz Seca)
- María Fernández (1926, con Pedro Muñoz Seca)
- La novela de Rosario (1926, con Pedro Muñoz Seca)
- Paco Pinto (1926, con Pedro Muñoz Seca)
- Los extremeños se tocan (1926, con Pedro Muñoz Seca)
- El voto (1927, con Pedro Muñoz Seca)
- ¡La caraba! (1927, con Pedro Muñoz Seca)
- El rajah de Cochín (1928, con Pedro Muñoz Seca)
- ¡Un millón! (1928, con Pedro Muñoz Seca)
- El diluvio (1928, con Pedro Muñoz Seca)
- Clemente el Bonito (1928)
- El sofá, la radio, el peque y la hija de Palomeque (1929, con Pedro Muñoz Seca)
- ¿Qué tienes en la mirada? (1929, con Pedro Muñoz Seca)
- Pedro Ponce (1929, con Pedro Muñoz Seca)
- Los ilustres gañanes (1929, con Pedro Muñoz Seca)
- El cuatrigémino (1929, con Pedro Muñoz Seca)
- La cursilona (1930, con Pedro Muñoz Seca)
- ¡Adelante señores: pasen ustedes! (1930, con Pedro Muñoz Seca)
- La perulera (1930, con Pedro Muñoz Seca)
- Una mujer decidida (1930, con Pedro Muñoz Seca)
- El alma de corcho (1931, con Pedro Muñoz Seca)
- Mi padre (1931, con Pedro Muñoz Seca)
- La oca (1931, con Pedro Muñoz Seca)
- El tío catorce (1931)
- Anacleto se divorcia (1932, con Pedro Muñoz Seca)
- Jabalí (1932, con Pedro Muñoz Seca)
- Trastos viejos (1933, con Pedro Muñoz Seca)
- La voz de su amo (1933, con Pedro Muñoz Seca)
- El ex... (1933, con Pedro Muñoz Seca)
- Mi chica (1934, con Pedro Muñoz Seca)
- El escándalo (1934, con Pedro Muñoz Seca)
- ¡Soy un sinvergüenza! (1934, con Pedro Muñoz Seca)
- Papeles (1935, con Pedro Muñoz Seca)
- Marcelino fue por vino (1935, con Pedro Muñoz Seca)
- La plasmatoria (1935, con Pedro Muñoz Seca)
- ¡Zape! (1936, con Pedro Muñoz Seca)
- Mi niña (1941, con Antonio Quintero)
- La casa de los brujos (1941, con Antonio Quintero)
- Don Bartolo (1942, con Antonio Quintero)